# Безымянное (Киевская область)
Безымянное (укр. Безіменне) — село, входит в Обуховский район Киевской области Украины.
Население по переписи 2001 года составляло 62 человека. Почтовый индекс — 08700. Телефонный код — 4572. Занимает площадь 0,25 км². Код КОАТУУ — 3223185602.

## Местный совет
08751, Київська обл., Обухівський р-н, с. Красна Слобідка